# Runebergtærte
En runebergtærte er en kage, som traditionelt spises i Finland på Runebergsdagen den 5. februar. Den har fået sit navn efter Finlands nationalskjald Johan Ludvig Runeberg, som efter sigende spiste dette bagværk dagligt. Det siges også, at det var hans kone, forfatteren og journalisten Fredrika Runeberg, som skabte tærten i 1850'erne, men sandhedsværdien heraf er omtvistet. Konditoren Lars Astenius i Porvoo, hvor ægteparret boede, bagte allerede i 1840'erne en variant af "Runebergs bakelser". Atter andre mener, at  tærten går helt tilbage til 1700-tallet.
Runebergtærten har trods navnet hverken smag eller udseende som en tærte, men er en lille tørkage. Den findes i øvrigt i mange versioner, der ofte, men ikke altid indeholder alkohol som rom eller likør. Kagen indeholder desuden typisk malede mandler og evt. rasp af gamle kager som pebernødder. Den pyntes med glasur og syltetøj. Oprindelig var den pyntet med æblesyltetøj på toppen, men i dag ses den ofte med hindbærsyltetøj som pynt.